# Protéine-canal HCN
Pour les articles homonymes, voir HCN.
 (novembre 2014).
Si vous disposez d'ouvrages ou d'articles de référence ou si vous connaissez des sites web de qualité traitant du thème abordé ici, merci de compléter l'article en donnant les références utiles à sa vérifiabilité et en les liant à la section « Notes et références ».
Les protéines-canal HCN (de l'anglais Hyperpolarisation-activated Cyclic-Nucleotid modulated Cation Non-selective Channel, c’est-à-dire canal activé par l'hyperpolarisation, modulé par les nucléotides cycliques et non sélectif aux cations) sont des canaux ioniques qui s'ouvrent en réponse à une hyperpolarisation de la membrane. Ces canaux génèrent un courant activé par l'hyperpolarisation, appelé aussi courant Ih. Il a été décrit indépendamment dans le cœur et dans le système nerveux central. C'est pourquoi il a été nommé IQ (pour queer, étrange) et If (pour funny, amusant). Certains auteurs parlent de courant rectifiant entrant cationique, parce qu'il agit comme un rectifieur.
Comme il est perméable à la fois au potassium et au sodium, son potentiel d'inversion Erev se situe autour de -30mV, ce qui dépolarise la cellule dans la gamme de potentiel où les autres canaux dépendant du voltage peuvent être activés.

## Propriétés
Le drôle de courant (funny current) a été d'abord découvert dans les cellules du nœud sinusal du cœur en 1976 chez le lapin. Deux propriétés inhabituelles lui ont valu son premier nom :
- une activation par l'hyperpolarisation (la majeure partie des courants connus sont activés par une dépolarisation);
- une faible sélectivité entre sodium et potassium.

Le courant If a été reconnu comme impliqué dans la génération autonome de rythme. C'est pourquoi il a été aussi surnommé "canal pacemaker". Il est en fait responsable de la dépolarisation diastolique.

## Rôles physiologiques

### Générateur de rythme (« Pacemaker»)
La présence du courant Ih et du courant IT permet de générer un rythme selon le mécanisme suivant : 
- à la suite d'un potentiel d'action, une sortie massive de potassium repolarise la cellule ;
- cette repolarisation active le courant Ih et lève l'inactivation du courant IT ;
- le courant Ih, dont la cinétique d'activation est lente, dépolarise, avec un certain délai, la cellule ;
- arrivé au seuil d'activation du courant IT, celui-ci s'active et la cellule est fortement dépolarisée par l'entrée de calcium ;
- ce qui génère un nouveau potentiel d'action et relance un nouveau cycle.

Grâce à la cinétique du courant Ih, la période du cycle est très précise. Les modulations de la cinétique du courant Ih par le système nerveux autonome via l'AMPc permettent de faire varier la fréquence des rythmes.